# Madalena (Tomar)
Pour les articles homonymes, voir Madalena.
 (août 2019).
Madalena est une freguesia portugaise située dans le district de Santarém.
Avec une superficie de 30,56 km2 et une population de 3 466 habitants (2001), la paroisse possède une densité de 113,4 hab/km2.